# Dolmen de la Couture
Le Dolmen de la Couture est situé sur la commune de Saint-Hilaire-la-Gravelle, dans le département de Loir-et-Cher en France.

## Historique
L'édifice est classé au titre des monuments historiques en 1965,.
Ce dolmen a été plusieurs fois déplacé en raison des travaux et sa proximité avec la route nationale 10 et de route départementale 19. En 1974, une camionnette le percute et l'éventre. Il est alors à nouveau déplacé en retrait de la route.

## Description
Le dolmen se compose de quatre orthostates soutenant une unique table de couverture de 2,90 m de long sur 1,70 m de large. En l'état, il est impossible de déterminer où se trouvaient l'entrée du dolmen et la dalle de chevet.
| Dalle                                                         | Longueur | Épaisseur | Largeur |
| ------------------------------------------------------------- | -------- | --------- | ------- |
| Orthostate nord                                               | 1.20 m   | 0,60 m    | 0,90 m  |
| Orthostate nord                                               | 1.20 m   | 0,40 m    | 0,70 m  |
| Orthostate ouest                                              | 1.50 m   | 0,40 m    | 0.50 m  |
| Orthostate sud-est                                            | 0.90 m   | 0,40 m    | 0.80 m  |
| Données : Inventaire des mégalithes de France, 3-Loir-et-Cher |          |           |         |

Toutes les dalles sont en poudingue lustré à silex d'origine locale.

## Folklore
L'édifice aurait été construit par des fées ou par la Sainte-Vierge. Selon une légende, au lieu-dit le Val d'Enfer, proche du site, le Diable se manifeste chaque nuit de Noël peu avant minuit et il invite les hommes à descendre dans son antre rempli de trésors,  qu'il faut avoir quitté avant le douzième coup de minuit.